# 劉岌
劉岌（1431年—1505年），字凌雲，四川涪州人，明朝政治人物。

## 生平
景泰五年（1454年）甲戌科進士，授吏部驗封司主事，遷郎中，以丁憂去職。服闋，改戶部。累官太常寺卿、禮部尚書，為憲宗眷顧，加太子少保。

## 家族
曾祖劉應隆，祖劉以德，父劉脩，母張氏；前母閔氏。